# Pastinaca pimpinellifolia
Pastinaca pimpinellifolia är en flockblommig växtart som beskrevs av Jean-Baptiste Bory de Saint-Vincent och Louis Athanase Anastase Chaubard. Pastinaca pimpinellifolia ingår i släktet palsternackor, och familjen flockblommiga växter. Inga underarter finns listade i Catalogue of Life.